# VR Sr1 sorozat

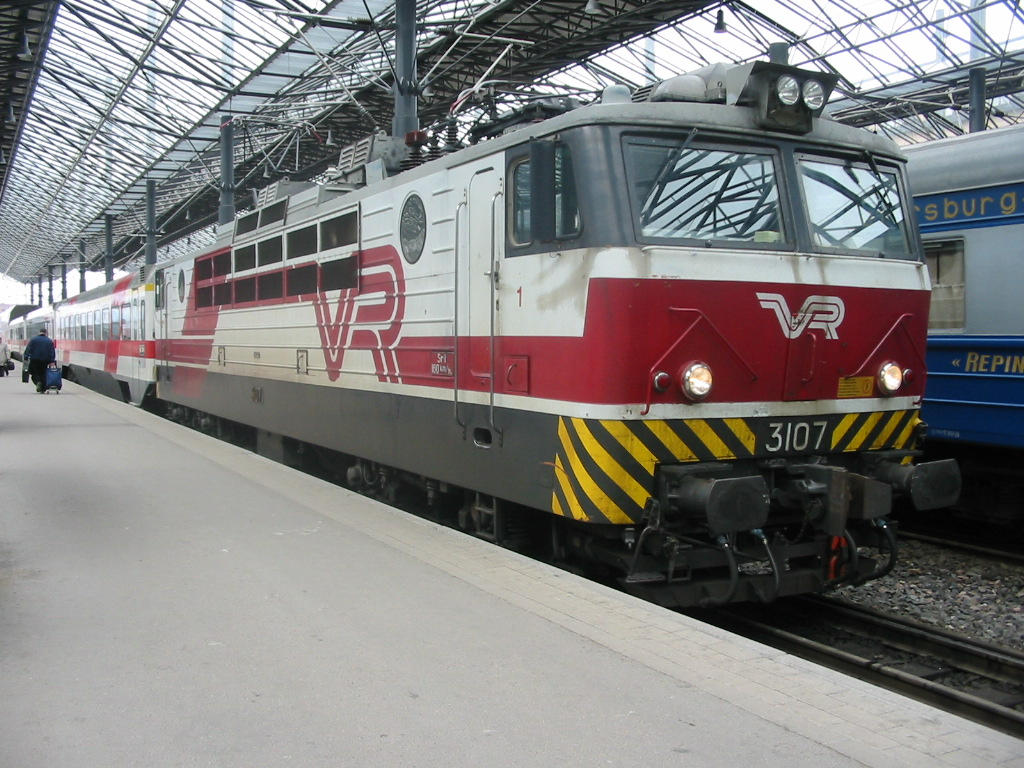
A mozdony régi festése

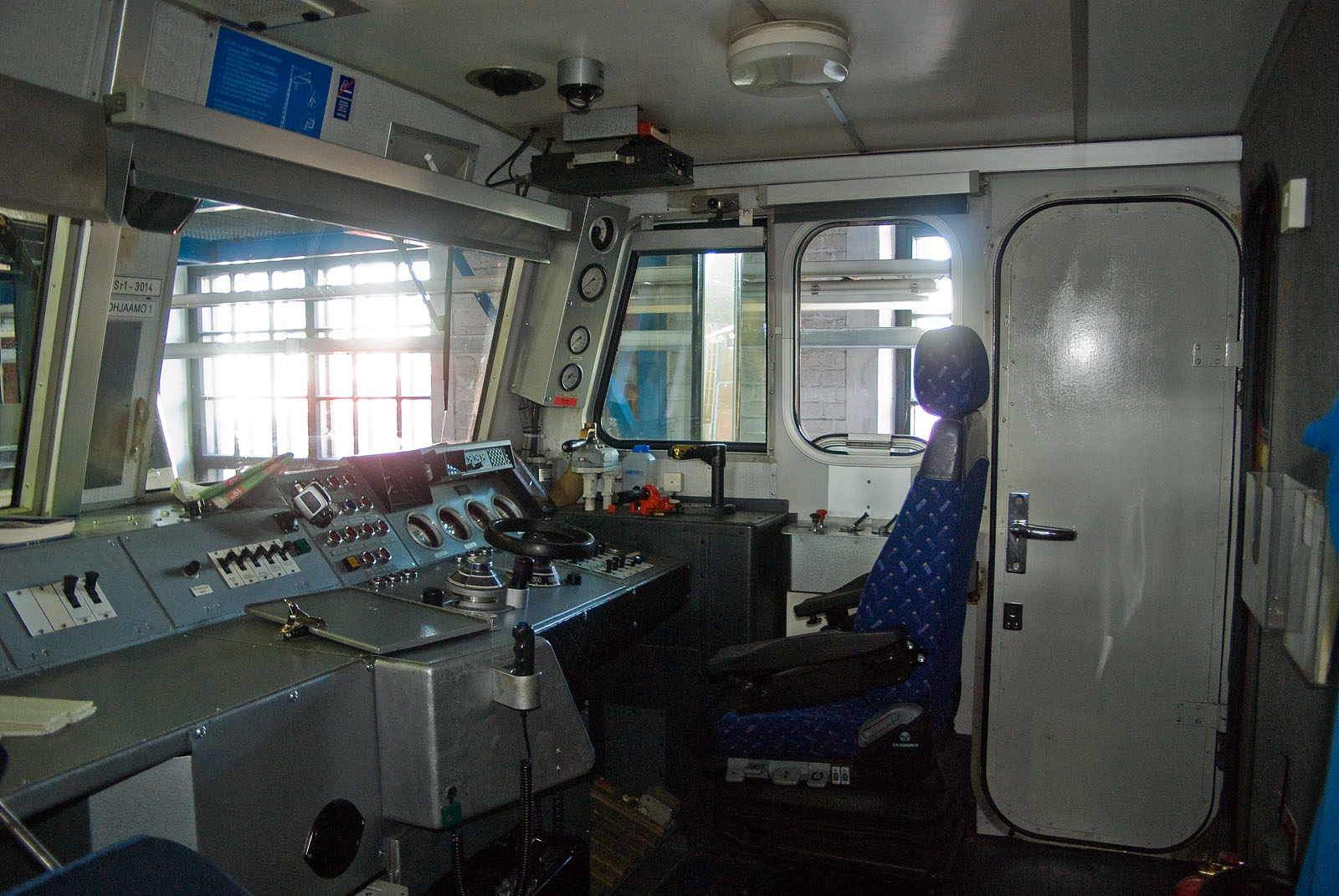
Vezetőállás

A VR Sr1 sorozat egy finn 25 kV 50 Hz váltakozó áramú Bo'Bo' tengelyelrendezésű villamosmozdony-sorozat. Összesen 112 darabot gyártottak belőle 1973 és 1996 között a szovjetunióbeli Novocserkasszki Villamosmozdonygyárban.